# フェルスマン鉱物博物館

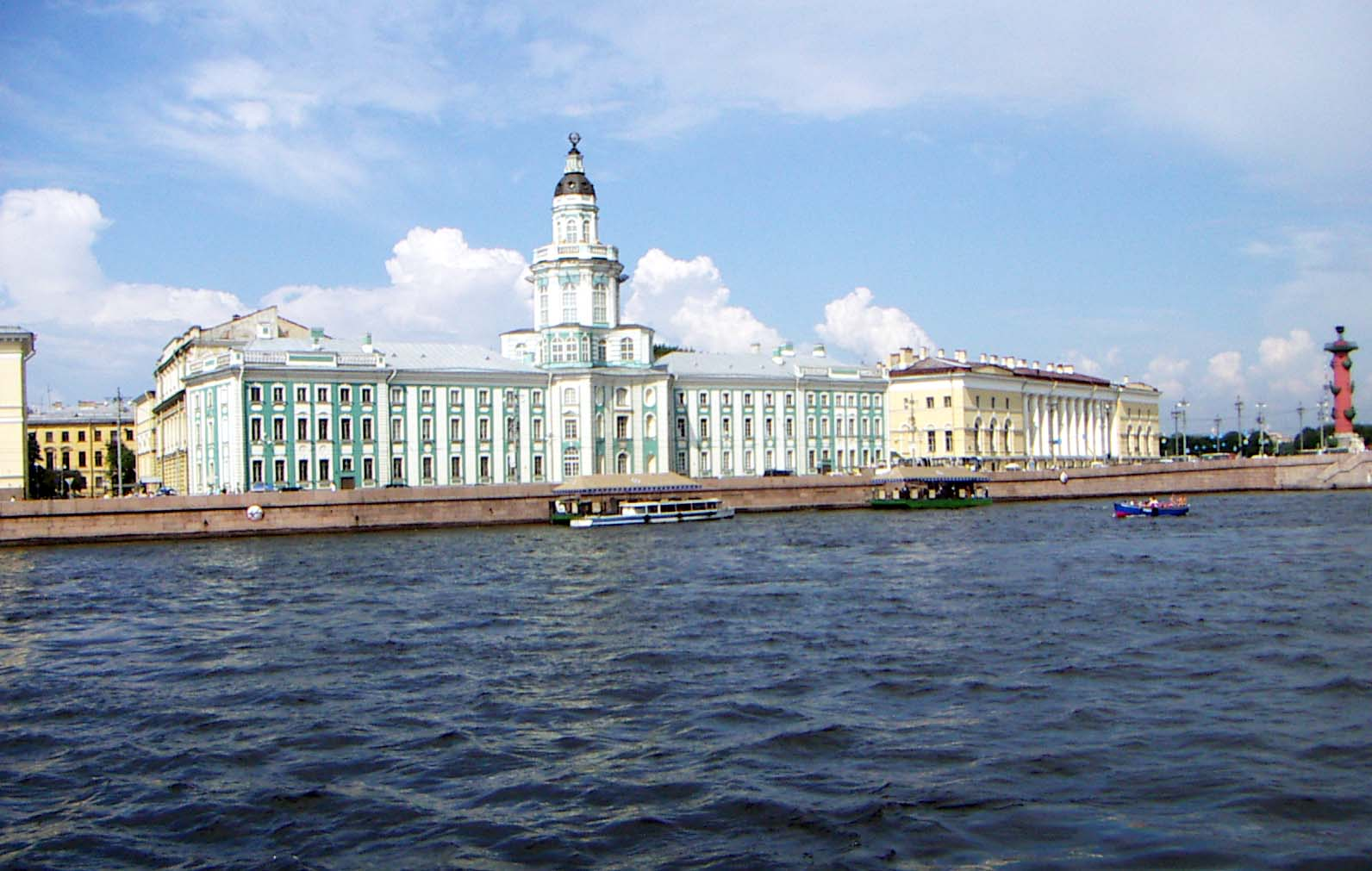
最初に鉱物博物館が設けられたクンストカメラ

フェルスマン鉱物博物館（正式名称：A.E.フェルスマン鉱物博物館、英: Fersman Mineralogical Museum、露: Минералогический музей им. А. Е. Ферсмана）はロシアのモスクワにある鉱物の博物館で、鉱物博物館としては世界最大のものの1つである。135,000点以上の資料があり、天然結晶や晶洞 (Geode) やいろいろな鉱物が集められている。名称は鉱物学者のアレクサンドル・フェルスマンに因んでいる。
1716年にロシア史上、最初に創設された博物館、クンストカメラの鉱物部門としてサンクトペテルブルクに設立された。基となったコレクションはピョートル大帝の命令でダンチヒ出身の医師ゴートヴァルト (Gotvald) が購入した1,195点の試料である。コレクションはロシアで採集した資料が加えられて、1719年に公開された。ピョートル大帝の治世の間に、宮廷のメンバーや皇帝によってコレクションは急速に増えた。1718年にスウェーデンのカール12世からノルウェーのコングスベルグで銀山から出土した銀のロープ状の天然結晶が贈られた。『銀の角』と呼ばれる21cmの試料はロシア科学アカデミーの収集品のうちの最初のものである。
1745年にはコレクションは3,000以上の鉱物、化石、宝石、岩石を含むものになった。この頃にはヨーロッパで最も豊富で科学的価値の高いものになっていた。分類し、一覧を行う仕事は最初、ドイツの科学者、ヨハン・グメリン (Johann Gmelin、1709 - 1755) が行い、ミハイル・ロモノーソフに引き継がれて、ロモノーソフは5年かけて一覧を完成し、1745年に一覧は出版された。
1747年12月5日の火事で大部分の試料は失われたが、シルバー・ホーン (Silver Horn) を含む貴重な資料は救われた。1836年にクンストカメラは7つの博物館に分割され鉱物学博物館 (Mineralogical museum) は新しい建物に移された。1898年に鉱物博物館は拡張され、地質学博物館 (Geological museum) と改名された。
1912年に名称は地質学・鉱物学博物館 (Museum of Geology and Mineralogy) に改名され、鉱物研究所が創立され、ウラルやシベリア、バイカル湖周辺地域への調査が行われた。
1934年、博物館はロシア科学アカデミーとともにサンクトペテルブルクからモスクワに移された。60,000点以上の試料を移動するのに30以上の列車が必要であった。1936年と1937年にモスクワで展示会が行われた。
1955年に、1919年から1945年まで館長を務めたアレクサンドル・フェルスマンに因んでフェルスマン鉱物博物館と改名された。